# Agente Fields
Agente Strawberry Fields è un personaggio del film Quantum of Solace del 2008, ventiduesimo della serie di James Bond, ispirata all'opera di Ian Fleming. È interpretata dall'attrice inglese Gemma Arterton.

## Caratteristiche
Strawberry Fields è un'agente dell'MI6 che lavora al consolato britannico in Bolivia. Le sue principali caratteristiche fisiche sono la notevole statura, la pelle chiara, gli occhi scuri e i capelli di colore rosso tagliati all'altezza delle spalle. Proprio questa peculiarità è la ragione del suo nome, che appare nella sua interezza solo nei titoli di coda. Si tratta di un omaggio alla tradizione onomastica dei romanzi di Fleming e, in modo ancora più evidente, alla canzone dei Beatles "Strawberry Fields Forever".
Descritta da M come un semplice impiegato, sarà incaricata di respingere Bond al suo arrivo in Bolivia. Fields prenderà seriamente l'incarico assegnatole, ma nonostante la determinazione a far valere il proprio carattere, si farà irrimediabilmente sedurre. È la seconda Bond girl del film, l'unica oltre a Camille Montes, uno dei personaggi principali.

## Film
Fields appare per la prima volta all'aeroporto di La Paz, vestita con impermeabile e stivali. Il suo compito è, secondo ordini di M, di intercettare Bond e René Mathis per poi imbarcarli nel primo volo di ritorno per Londra. Bond si dimostra insensibile agli ordini e con ironia chiederà a Fields: "Quand'è il prossimo volo per Londra?". Informato quindi che l'aereo sarebbe partito la mattina seguente replicherà maliziosamente: "Allora abbiamo tutta la notte". A quel punto, i due prendono un taxi e affittano una camera in un albergo di lusso, dove faranno l'amore.
Più tardi Fields seguirà Bond ad una festa alla quale presenziavano le più importanti autorità politiche e militari della Bolivia, nonché il principale cattivo del film: Dominic Greene. Durante la serata Fields aiuterà Bond fingendo di provocare accidentalemente una caduta dalle scale di Elvis, uno dei tirapiedi di Greene. Tuttavia, sarà proprio questo gesto a causarle la morte. Quando infatti il giorno seguente Bond - dopo aver salvato Camille Montes - tornerà in albergo, Fields verrà trovata morta, distesa nuda sul letto ricoperta su tutto il corpo di petrolio. Si tratta di una morte per soffocamento, una sorta di vendetta ad opera della organizzazione terroristica Quantum.
La morte dell'Agente Fields è un omaggio e una citazione della morte di un'altra Bond girl: Jill Masterton nel film Agente 007 - Missione Goldfinger, anche lei ricoperta e soffocata da un composto di oro e alluminio.